# Кројачи џинса
Кројачи џинса је југословенски телевизијски филм из 1982. године. Режирао га је Србољуб Божиновић, а сценарио је писао Стеван Копривица.

## Радња
Два човека почињу да раде на црно у Француској. Газда им узима ципеле и пасош и даје плату од двадесет пет франака, након завршеног посла. Након завршеног посла им враћа ципеле и пасош али не и новац. Настаје уцена и долазак појачања радне снаге. 

## Улоге
| Глумац             | Улога            |
| ------------------ | ---------------- |
| Радош Бајић        | Чеда             |
| Предраг Ејдус      | Вуле             |
| Слободан Алигрудић | Газда Риста      |
| Милош Жутић        | Живадин „Кербер” |
| Милан Гутовић      | Пакито           |
| Љиљана Благојевић  | Ана              |
| Енвер Петровци     | Асим             |

## Занимљивост
- Стеван Копривица је написао римејк овог дела, да би Божидар Бота Николић режирао филм 2005. године под насловом Балканска браћа.